# آكل العسل أزرق الوجه
آكل العسل أزرق الوجه (الاسم العلمي:Entomyzon cyanotis)، هو نوع يتبع فصيلة آكلات العسل، يتبع جنس إنتوموزين، وهو النوع الوحيد لدى هذا الجنس، يكسوه اللون الأزرق عند الوجه، ويمتاز جناحيه بالألوان الزيتية، ويحيطه سواد في الرأس، وبياض من ناحية البطن، يستوطن شمال وشرق أستراليا، وجنوب غينيا الجديدة.